# Oecetis prahlada
Oecetis prahlada är en nattsländeart som beskrevs av Schmid 1995. Oecetis prahlada ingår i släktet Oecetis och familjen långhornssländor. Inga underarter finns listade i Catalogue of Life.